# Służew

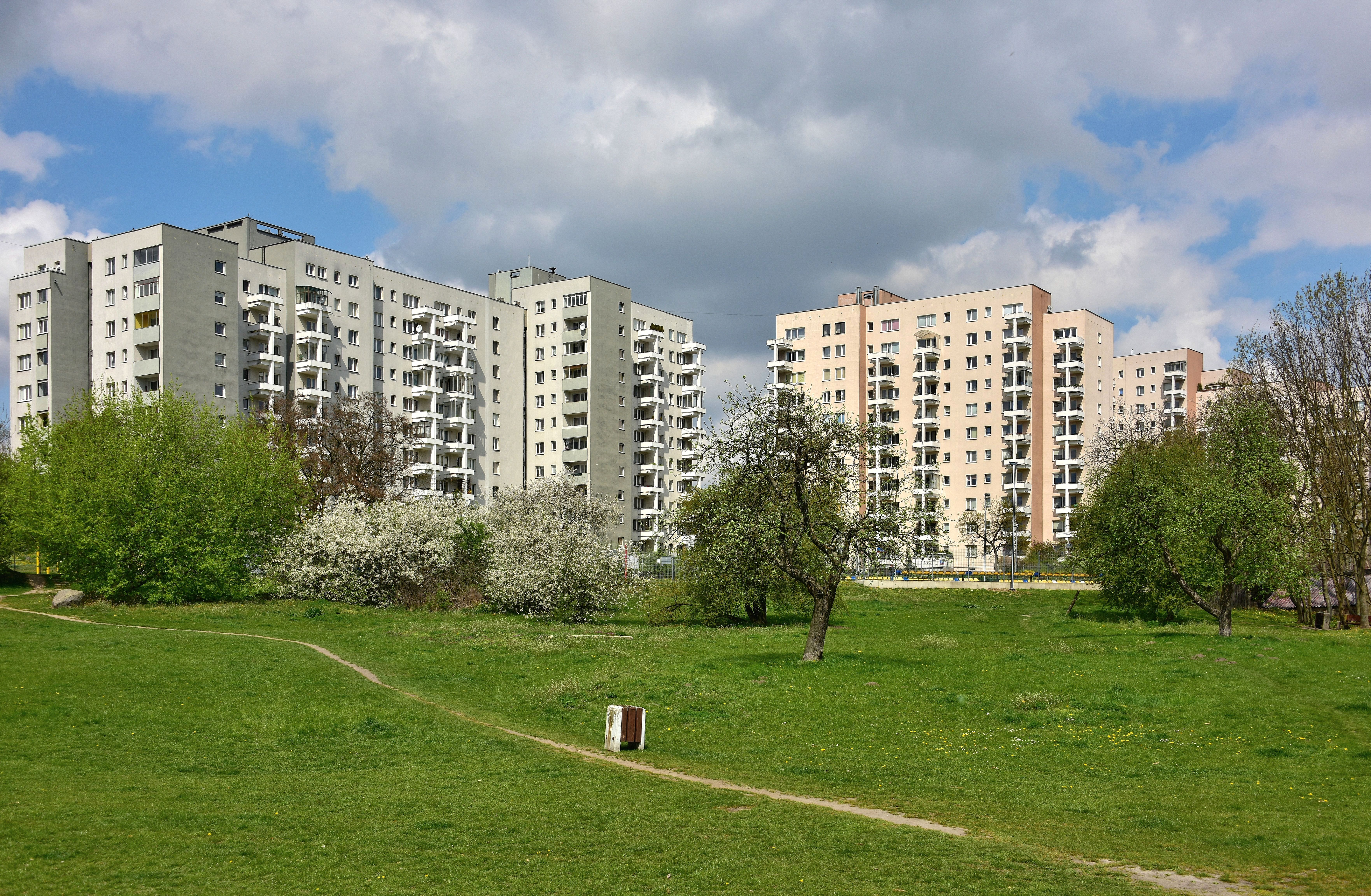
Bloki osiedla Służew nad Dolinką widziane z parku Dolinka Służewska

Służew (do początku XVI w. Służewo) – dawna wieś, obecnie obszar MSI w dzielnicy Mokotów w Warszawie.

## Granice i ukształtowanie terenu
Granice Służewa, według Miejskiego Systemu Informacji, wyznaczają ulice: aleja Wilanowska, ulica Obrzeżna oraz południowa granica dzielnicy Mokotów (biegnącą ulicą Dolina Służewiecka, Bokserską i Wyścigową). Tak określone granice nie pokrywają się z funkcjonującym historycznie podziałem tych terenów. Dawna wieś Służew leżała w obszarze dwóch współczesnych dzielnic – Mokotowa (na części obszarów MSI: Służew, Ksawerów i Stegny) i Ursynowa (Stary Służew). Na terenie obecnego Służewa znajdują się natomiast dwa osiedla, stanowiące w istocie większość faktycznego, a nie formalnego Służewca – Służewiec Południowy i Służewiec Fort. Z tego powodu opis poszczególnych osiedli może budzić pewne wątpliwości.
Dwa główne elementy kształtujące krajobraz Służewa to Potok Służewiecki i Skarpa warszawska.

## Zabudowa
Poza reliktami dawnej, historycznej zabudowy, o których niżej, zabudowę Służewa można scharakteryzować w poniższy sposób:
- na terenie właściwego Służewa (wschodnia część, Służew nad Dolinką) – zbudowane w latach 1973–1978 w technologii „rama H” budynki 4-, 11- i 13-kondygnacyjne. Od południa teren tej zabudowy ograniczony jest parkiem Dolinka Służewska. W północno-zachodniej części osiedle domków jednorodzinnych, wznoszonych w dużej mierze w okresie międzywojennym. Powierzchnia powyżej 40 ha.
- na terenie osiedla Służewiec Fort budynki 11- i 16-kondygnacyjne. We wschodniej jego części osiedle domków jednorodzinnych.
- na terenie osiedla Służewiec Południowy eksperymentalne budynki wielorodzinne oraz dawna zabudowa przemysłowa (zob. opis Służewca) oraz budynki mieszkalne i biurowe z przełomu XX i XXI w.

## Transport
Osiedle obsługiwane przez liczne linie tramwajowe i autobusowe podlegające Zarządowi Transportu Miejskiego. Na jego terenie znajduje się również stacja metra Służew.
Dawniej przebiegała tędy trasa Grójeckiej Kolei Dojazdowej i linii trolejbusowej.

## Ważniejsze obiekty

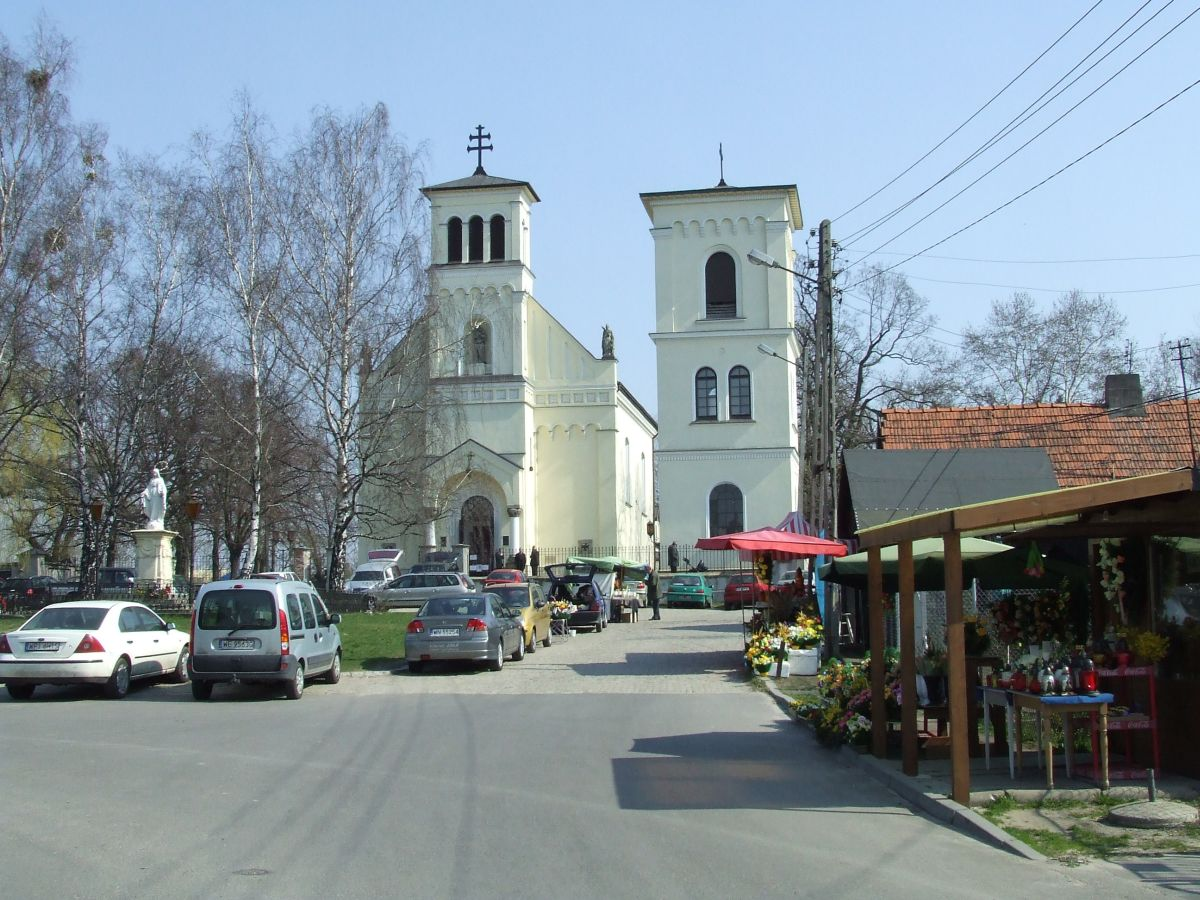
Kościół św. Katarzyny na Służewie

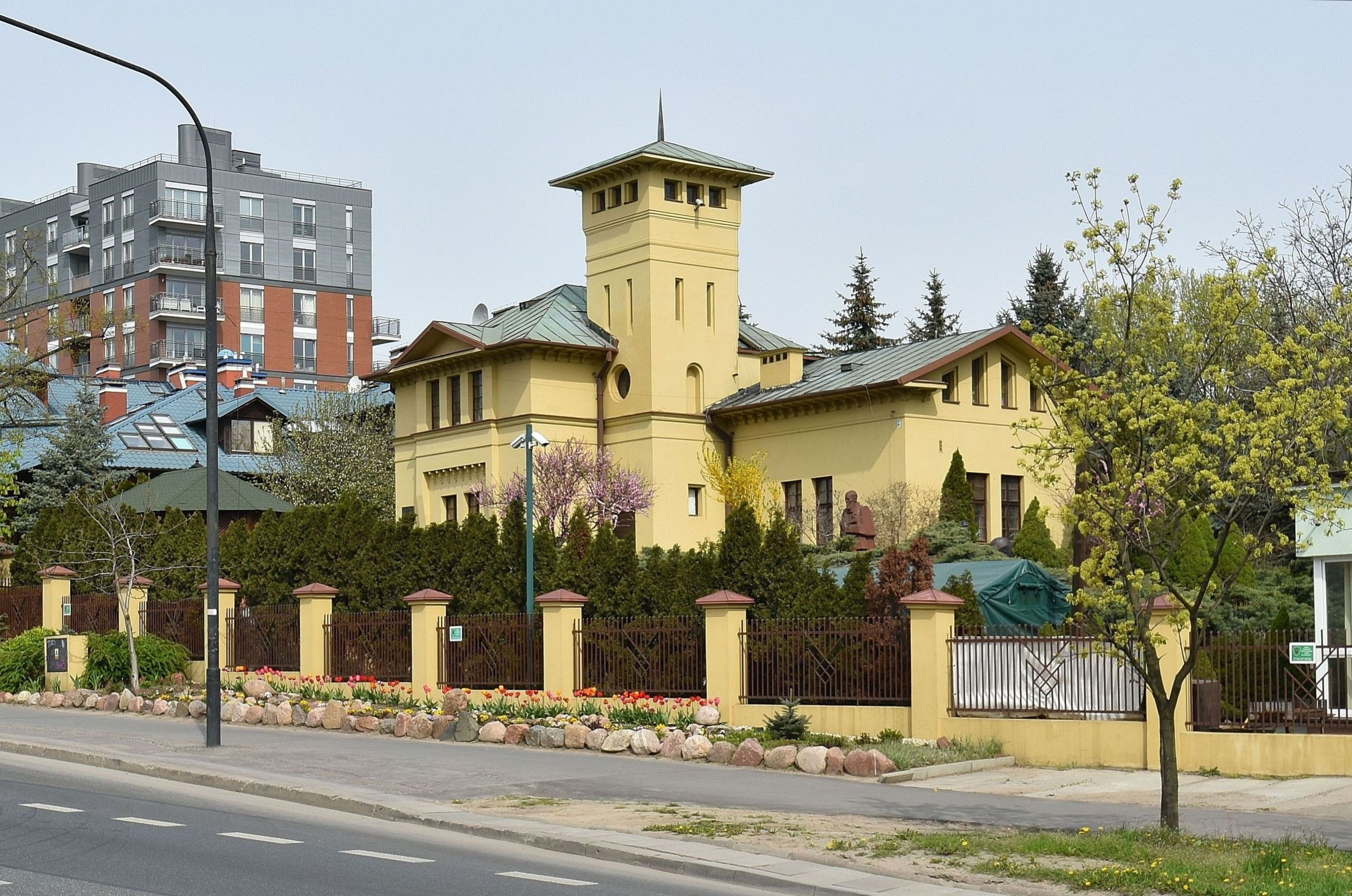
Żółta Karczma – siedziba Muzeum Historii Polskiego Ruchu Ludowego

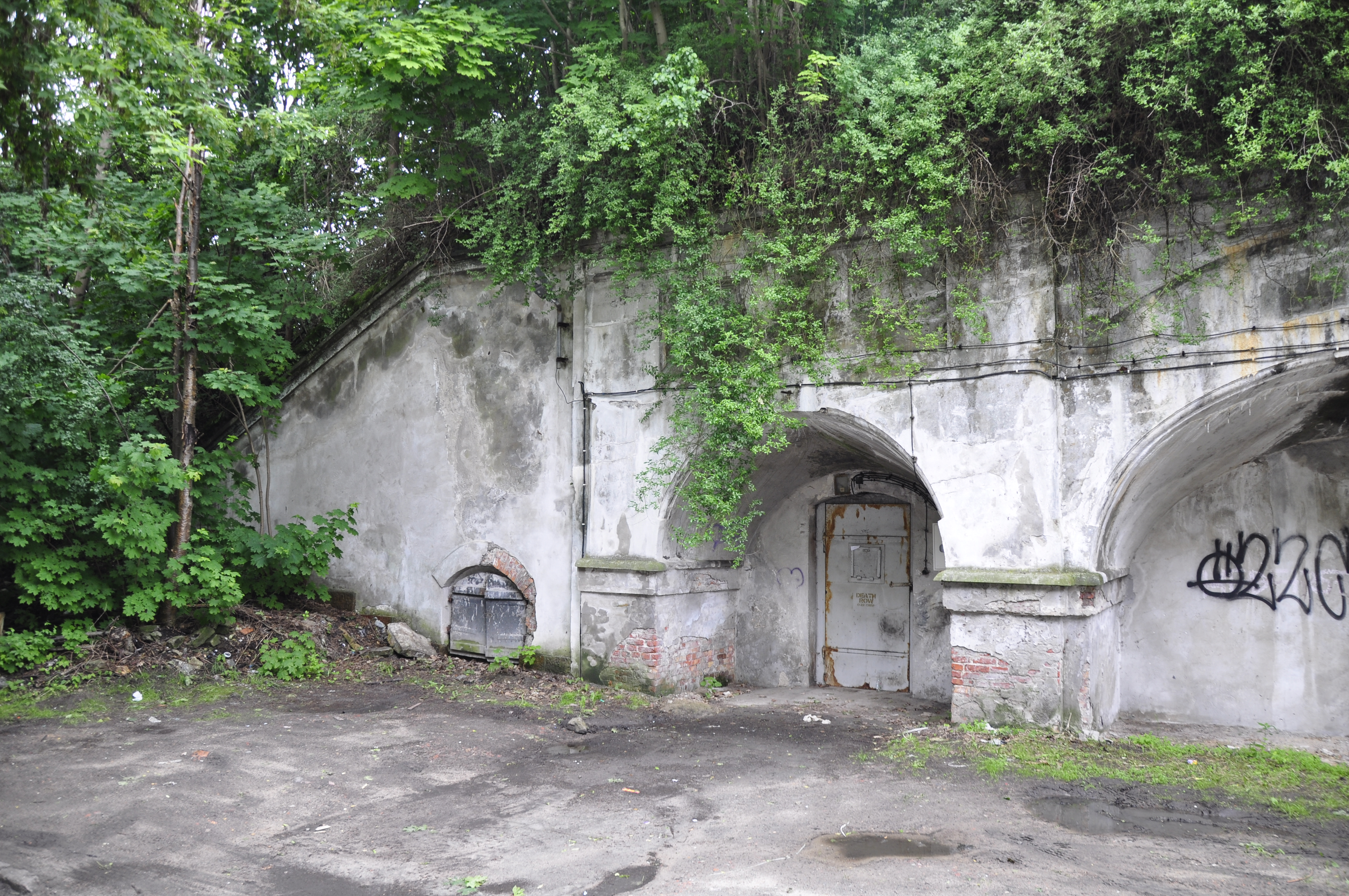
Fort VIIA Twierdzy Warszawa

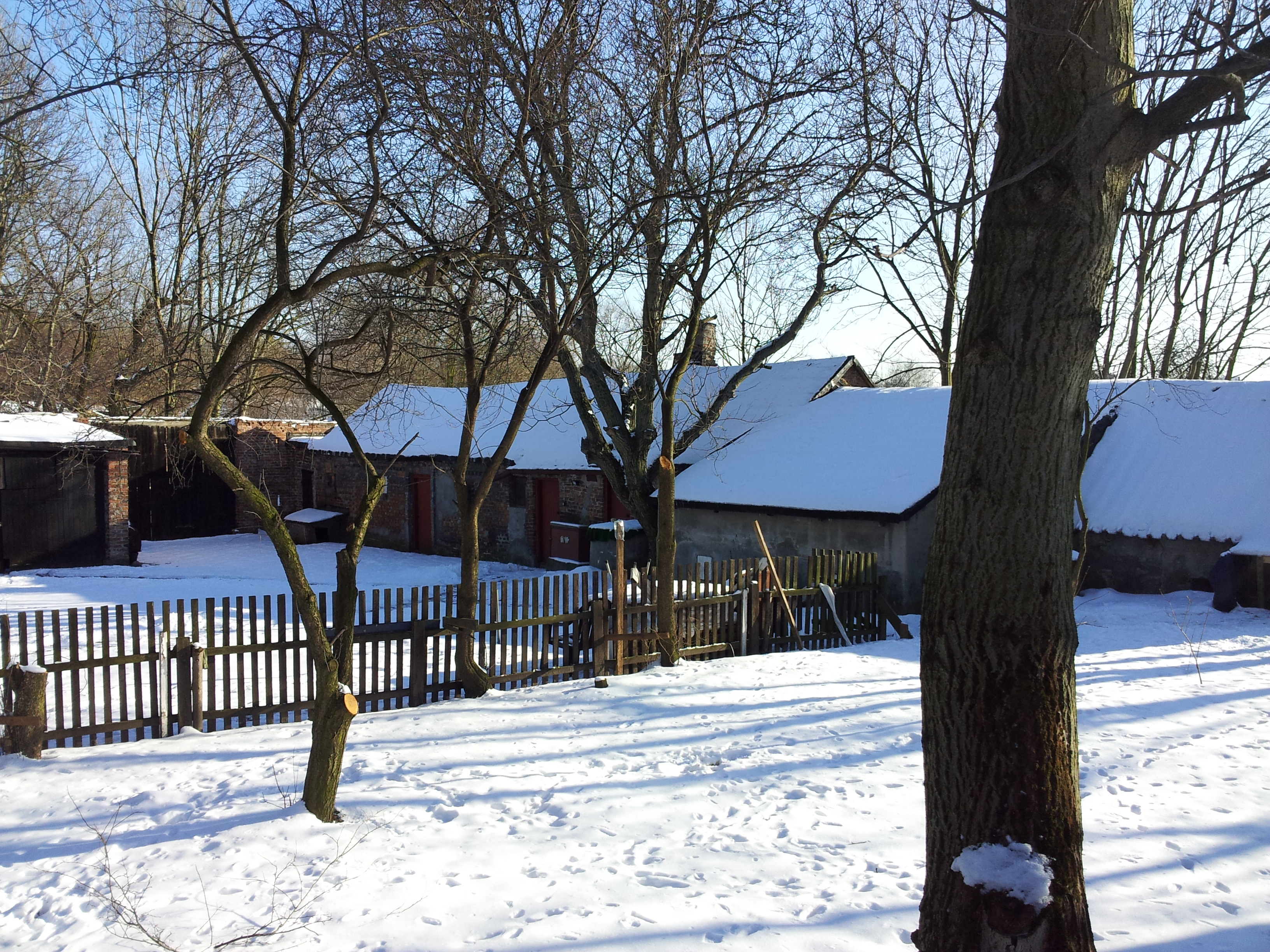
Skansen dawnego Służewa – ostatnie gospodarstwo przy ul. Tarniny 7

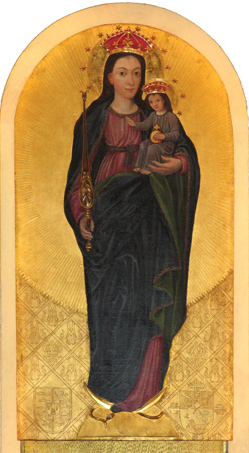
Obraz Matki Bożej Różańcowej w jej Służewskim Sanktuarium (kościół św. Dominika)

Na terenie osiedla Służewiec Fort znajdują się:
- Instytut Fizyki Polskiej Akademii Nauk
- Wyższa Szkoła Handlu i Prawa im. Ryszarda Łazarskiego

Na terenie osiedla Służewiec Południowy znajdują się:
- Fort VIIA Twierdzy Warszawa
- Wydział Fizyki Uniwersytetu Warszawskiego – fragment
- Wydział Lingwistyki Stosowanej Uniwersytetu Warszawskiego – fragment
- Wydział Zarządzania Uniwersytetu Warszawskiego
- kościół parafialny pw. Świętego Maksymiliana Kolbego
- zabytkowy dom przy ulicy Wyścigowej 10/12
- Dom Kultury Kadr

Na terenie właściwego Służewa znajdują się:
- kościół parafialny św. Dominika i klasztor Dominikanów przy ul. Dominikańskiej
- Nowy cmentarz na Służewie przy ul. Wałbrzyskiej
- Służewski Dom Kultury
- Sala Królestwa zboru Świadków Jehowy[3]

Poza granicami Służewa, a związane z nim historycznie:
- Parafia św. Katarzyny w Warszawie – leżąca na Ursynowie
- Stary cmentarz na Służewie w Warszawie – leżący na Ursynowie
- Żółta Karczma – leżąca na Ksawerowie
- Fort VIII Twierdzy Warszawa – leżący na Ursynowie
- Tor wyścigów konnych Służewiec – leżący na Ursynowie

## Kalendarium historyczne
Pierwszy zapis mówiący o osadnictwie tej okolicy pochodzi z 1065 roku, kiedy na terenach Służewca osiedlili się zakonnicy – Benedyktyni. Założyli tam również ośrodek misyjny. Znaleziska archeologiczne napotkane podczas prac na terenie skarpy Potoku Służewieckiego potwierdzają, że w tych latach rozwijało się tu osadnictwo.
- 1234 – książę Konrad mazowiecki przekazał ziemie Służewa na własność i pod opiekę swojemu rycerzowi, komesowi Gotardowi[4]. Miał on za zadanie chronić te ziemie przed najazdami Jaćwingów, Litwinów i Prusów.
- 1238 – erygowanie przez biskupa Pawła z Bnina parafii pod wezwaniem św. Katarzyny, pierwszej parafii na terenie Mazowsza. Zbudowany w tych latach kościół po przebudowach nadal stoi w tym samym miejscu, na wzgórzu przy dzisiejszej Dolinie Służewieckiej. Opiekunami drewnianej świątyni są zakonnicy regularni z Czerwińska.
- 1240 – Konrad mazowiecki przemianowuje Wieś Służew na Borzęcin. Jednak nazwa Służewa powraca z biegiem lat.
- 1245 – według prof. Aleksandra Gieysztora Gotard zakłada na tym terenie strażnice jako punkt strategiczny do obrony grodu książęcego w Jazdowie. Prace archeologiczne prowadzone w latach 70. XX w. nie potwierdziły jednak istnienia strażnicy w oczekiwanym miejscu. Natomiast faktem będącym potwierdzeniem tej tezy jest strategiczne położenie strażnicy między grodami w Czersku i Jazdowie, a także fakt przebiegania tedy głównego szlaku handlowego z południa Francji do Kijowa. Wtedy skarpa była skarpą wiślaną, a obok niej przebiegał bród, co umożliwiało przeprawę przez Wisłę.
- 1528 – jak donoszą zakonne kroniki Służew liczył 7 łanów (ok. 118 ha)
- 1565 – kroniki parafialne kościoła św. Katarzyny donoszą o pewnym paradoksie. Otóż odbył się w tym kościele ślub, który przez niektórych uważany był za uroczystość ślubną Gotarda. Przekazy te mówią także o tym, że został on pochowany w kościelnej krypcie w prezbiterium. Jednak prace archeologiczne pozwoliły na wydobycie szczątków człowieka, u którego boku odnaleziono miecz. Badanie miecza wskazuje, że był to miecz należący do warszawskiego kata. Jak wiadomo[kto?] kat uważany był[przez kogo?] za duszę nieczystą, nie wiadomo[kto?] więc, skąd ślub kościelny kata, a potem jego pochówek w prezbiterium świątyni.
- 1631 – kronika parafialna odnotowuje wielki pożar i zniszczenie budynku kościoła. Natychmiast rozpoczęto prace renowacyjne świątyni. Świątyni zostaje przywrócona świetność.
- 1655–1658 – na terenach Służewa stacjonowały wojska szwedzkie, łupiąc i demolując całą okolicę.
- 1664 – proboszcz Krzysztof Szumowski z pomocą ówczesnych właścicieli tych terenów (Służewskich, Konińskich, Kłopockich i Czerniakowskich) przez 11 lat odbudowuje świątynie. Wkrótce ziemie te przechodzą na własność Lubomirskich, a potem Sobieskich.
- 1724 – hetmanowa w koronie E. Sieniawska nabywa Służew i sąsiadującą z nim wieś Wyczółki.
- 1742–1745 – dzięki dofinansowaniu Augusta Czartoryskiego kościół św. Katarzyny został odbudowany i przebudowany do stylu barokowego.
- 1818 – Czartoryscy i Potoccy zakładają tu swoją rezydencję letnią „Gucin”.
- 1839 – w pobliżu kościoła św. Katarzyny zostaje utworzony i poświęcony cmentarz służewski.
- 1846 – kościół zostaje przebudowany przez Franciszka Marię Lanciniego do neoromańskiej formy, która przetrwała do dziś. Przebudowę świątyni fundował właściciel ówczesnych terenów August Potocki.
- poł. XIX w. – budowa Żółtej Karczmy
- 1846–1864 – wieś Służew reprezentowana przez sołtysa J. Toczyskiego prowadziła proces o zniesienie ciężarów i powinności pańszczyźnianych.
- 1864 – przeprowadzono uwłaszczenie 44 gospodarstw, na 342 ha gruntu, a wieś przyłączono do gminy Wilanów.
- 1881 – na terenie świątyni św. Katarzyny powstaje wolno stojąca dzwonnica, wzniesiona w stylu pseudogotyckim. Mieści ona m.in. XVI-wieczny dzwon „Ave Maria”, będący wcześniej na wyposażeniu nieistniejącego dziś, gotyckiego kościoła św. Jerzego na Nowym Mieście w Warszawie.
- 1905 – w Służewie było 917 mieszkańców, 63 domy, kościół, szkoła, zajazd, 3 sklepy, a w wydzielonym Służewie Poduchownym 4 domy i 13 mieszkańców.
- 1921 – folwark służewski liczył 11 domów i 150 mieszkańców, wieś – 66 gospodarstw i 520 mieszkańców, Służew Poduchowny – 4 domy i 44 mieszkańców. Założono tu również cmentarz parafialny Służewa, położony do dziś w trójkącie ulic Wałbrzyskiej, J.S. Bacha i Noskowskiego.
- 1932 – Służew zostaje podzielony na dwie części. Pierwszą działkę wraz z zabudowaniami dworskimi kupił proboszcz Adam Wyrębowski, to teren o powierzchni 250 ha a drugą Dominikanie, którzy na tych terenach chcą założyć klasztor.
- 1935 – budowa zespołu klasztornego oo. Dominikanów. Przeznaczeniem zespołu jest ośrodek studyjny. Na 4 ha powstaje trzypiętrowy budynek mieszkalny, kaplica i pomieszczenia gospodarcze. Cały teren ogrodzony jest wysokim murem, prawdopodobnie tym samym, który stoi do dziś. Wzdłuż Puławskiej kursuje w tym czasie kolejka grójecka. Stacja początkowa od 1938 r. znajdowała się we wsi Szopy Polskie, czyli na terenie późniejszego dworca południowego, a dzisiejszej stacji metra Wilanowska. Część zabudowy stacyjnej zachowała się do dzisiaj w okolicy pętli autobusowej.
- 1938 – Gruntowny remont kościoła św. Katarzyny. Służew włączony w administracyjne granice Warszawy.
- 1951 – założenie szkoły podstawowej przy ulicy Wałbrzyskiej (dziś: Szkoła Podstawowa nr 46 im. Stefana Starzyńskiego)
- 1973 – początek budowy osiedla Służew nad Dolinką
- 1994 – wybudowano kościół św. Dominika
- 7 kwietnia 1995 – otwarcie pierwszej linii metra warszawskiego wraz ze stacją A6 Służew
- 1999 – otwarcie Centrum Handlowego Land